# جاستن لوكاس
جاستن لوكاس (بالإنجليزية: Justin Lucas)‏ هو لاعب كرة قدم أمريكية أمريكي، ولد في 15 يوليو 1976 في فيكتوريا في الولايات المتحدة.

## وصلات خارجية
- جاستن لوكاس على موقع مرجع كرة القدم المحترفة.كوم (الإنجليزية)